# Imperiul Ahemenid
Imperiul Ahemenid a fost primul dintre Imperiile Persane care se întindea pe teritoriile Iranului, Irakului, Afganistanului, Uzbekistanului, Turciei, Ciprului, Siriei, Libanului, Palestinei și Egiptului de azi.
La apogeul întinderii sale teritoriale pe la 500 î.Hr., îi aparțineau și porțiuni din Libia, Grecia, Bulgaria, Pakistanul de azi precum și teritorii în Caucaz, Sudan și Asia Centrală. Imperiul a durat începând cu anexarea Imperiul Medic sub Cirus II în 550 î.Hr. până la cucerirea sa de către Alexandru cel Mare în 330 î.Hr..
În cadrul dinastiei ahemenide s-au remarcat: Cirus cel Mare, Darius I, Xerxes I.
Imperiul Persan ( Imperiul Ahemenid ), a fost un imperiu care a dominat Asia de Sud,Asia de Sud-Vest si zone din Europa intre anii 550 î.Hr-330 î.Hr, cand ultimul imparat moare si Alexandru cel Mare cucereste Imperiul Persan si vastele sale teritorii încep să facă parte din lumea elenistica( cultura greceasca se raspandeste ). 
Teritoriul acestui imperiu cuprindea 8 milioane km2 si se intindea pe aproape 20 tari. Ele sunt: Afghanistan, Arabia Saudita, Bulgaria, Caucaz, zone mici din China, Cipru, Egipt, Grecia, India, Iran, Irak, Palestina, Liban, Siria, România, 
Sudan ( nord ) si Turcia.
Cirus al II-lea cel Mare transforma, in 2 decenii, Persia dintr-o putere locală în cel mai vast și puternic imperiu al Orientului. 
Persia include în hotarele sale Asia Mica până la Marea Egee.